# Зміївська центральна бібліотека
Зміївська центральна бібліотека - головна бібліотека ЦБС Зміївського району Харківської області, очолює систему публічних бібліотек міста та району. Провідний просвітницький, культурний, інформаційний центр, методичний центр для публічних бібліотек. Відкрита в 1934 році. Входить до системи бібліотек Міністерства культури України, мережі публічних бібліотек Харківської області, підпорядковується Відділу культури та туризму Зміївської районної державної адміністрації.

## Історія
На початку XX століття в Змієві існувала земська бібліотека.
1920 року вона була реорганізована, а в 1934 році була створена Зміївська центральна районна бібліотека. У той час у місті і районі загалом діяло 27 хат-читалень. 23 з них були колгоспні, 3 масові. Існувало також 19 сільських лекторіїв. Фонд зміївської бібліотеки на той час нараховував 10650 книг, якими користувалися 758 читачів.
Під час Другої світової війни фонд бібліотеки був знищений і почав відновлюватись після звільнення Змієва від німецьких військ.
У 1977 році відбулося створення Зміївської централізованої бібліотечної системи. До 1983 року бібліотекою керувала Азаренко Галина Прокопівна.
Камєнєва Ганна Миколаївна, наступний керівник бібліотеки, організувала школи передового досвіду. Це були: обласна школа з питань краєзнавства та військово-патріотичного виховання на базі Соколівської сільської бібліотеки, та районна школа передового досвіду з питань переводу на таблиці ББК на базі Лиманської селищної бібліотеки (зараз сільська бібліотека). За часів перебудови в Радянському союзі керівником стала Слєпченко Олена Іванівна. В цей період фінансування закладів культури в районі майже не проводилось.
З 1990 року при читальній залі Зміївської центральної районної бібліотеки діє літературно-музична вітальня «Книга і музика», діяльність якої спрямована на естетичне виховання молоді.
У 2002 році була розпочата робота любительського об'єднання «Пам'ять». Його члени — учасники ліквідації наслідків аварії на Чорнобильській АЕС, та переселенці із зони відчуження.
У 2011 році бібліотека брала участь у конкурсі «Організація нових бібліотечних послуг з використанням вільного доступу до Інтернету» програми «Бібліоміст», що дозволило відкрити на базі Зміївської центральної районної бібліотеки Інтернет-центр.
З 2016 року керівником Комунального закладу «ЦБС Зміївського району» стала Собко Тетяна Іванівна.
З 2019 року керівником Комунального закладу «ЦБС Зміївського району» є Краснокутська Ольга Василівна.
Бібліотека бере активну участь у обласних та районних програмах. Постійно проводиться акція «Подаруй бібліотеці книгу». Продовжується робота по виконанню програми «Розвиток і підтримка волонтерського руху на Зміївщині». Кожного року бере участь у підготовці та відзначенні Всеукраїнського дня працівників культури та майстрів народного мистецтва 9 листопада та Всеукраїнського дня бібліотек.

## Структура
Зміївська центральна бібліотека знаходиться на першому поверсі житлового 5-типоверхового будинку. Загальна площа — 320 м кв.
Структурні підрозділи бібліотеки:
- Відділ комплектування;
- Відділ обслуговування:
  - Абонемент
  - Юнацький абонемент має фонд довідкової, навчальної, художньої та галузевої літератури, розрахованої на молодіжну читацьку аудиторію. Енциклопедична серія універсального змісту «Я пізнаю світ» створена на допомогу шкільній програмі. Юнацький абоненмент спеціалізується на популяризації підліткової літератури в сучасному інформаційному просторі, тут міститься постійно діюча книжкова виставка «Нові книги, нові імена, нові герої». Експозиція «Перспективи престижних професій» має профорієнтаційну спрямованість. Відділ займається підготовкою та проведенням масових заходів правової, економічної, патріотичної тематики[6].
  - Читальна зала містить фонд довідково-бібліографічної літератури, та довідково-бібліографічний апарат до нього, — систему бібліотечних каталогів і картотек. У складі фонду є енциклопедії, довідники, законодавчі документи. Краєзнавчий куточок в своєму складі має видання, присвячені історії Змієва, Зміївського району, Харківщини та тематичні теки з рукописними матеріалами по краєзнавству. Періодичні видання, які надходять до Зміївської центральної бібліотеки а 2019 році, 37 найменувань газет та 28 найменувань журналів, зберігаються в читальній залі[7].
  - Інтернет-центр.

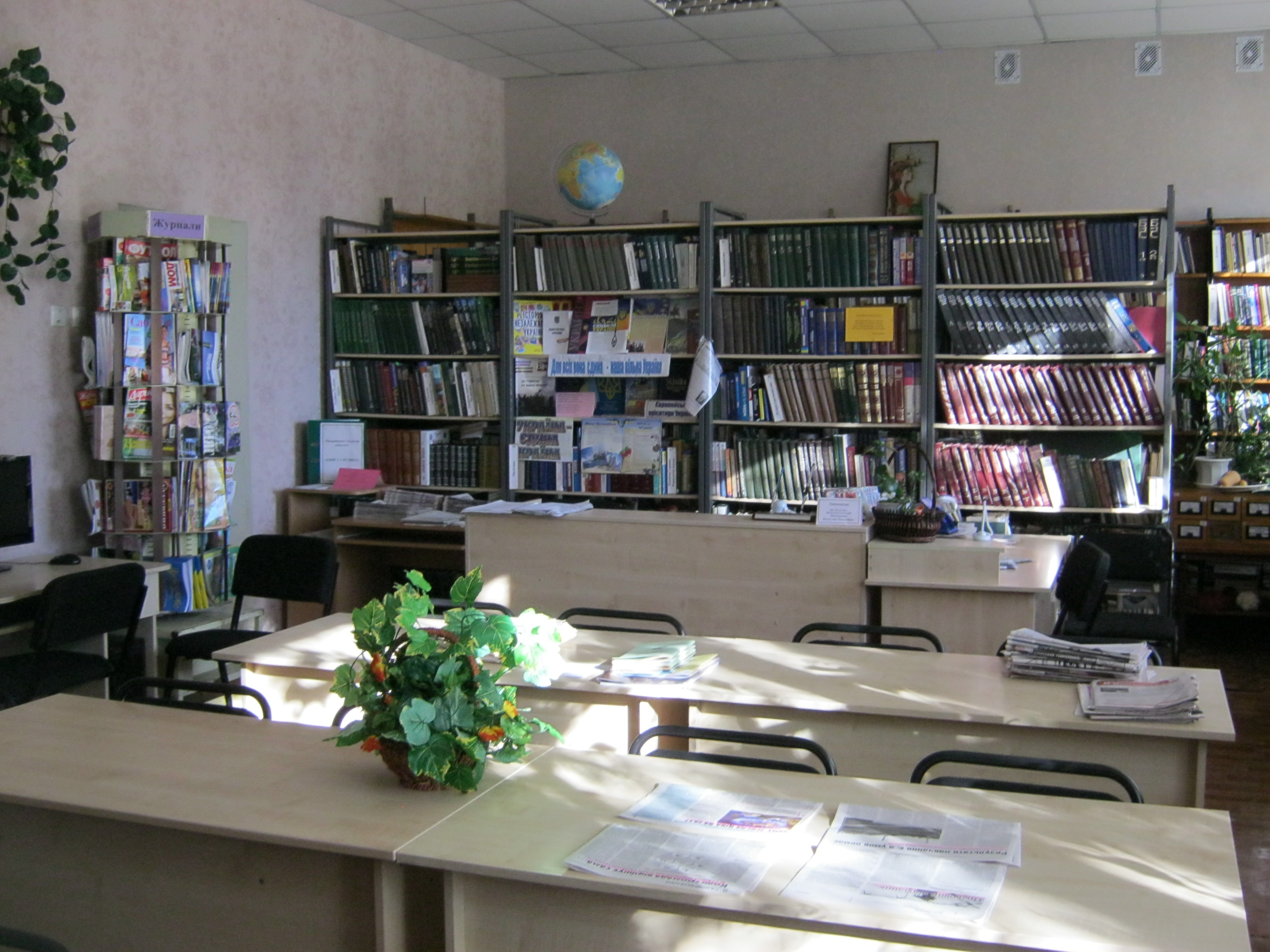
Читальна зала бібліотеки
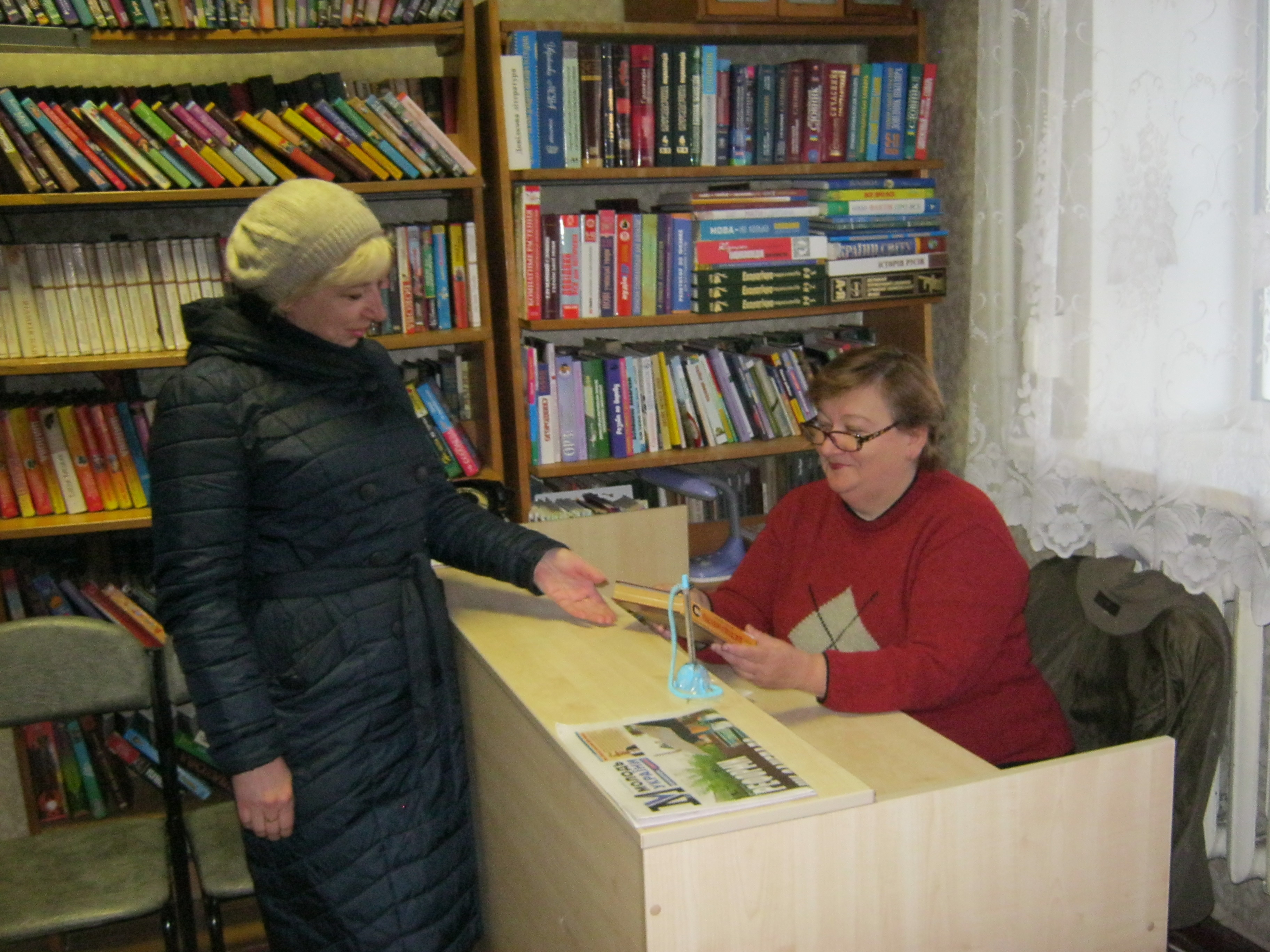
Відділ обслуговування читачів
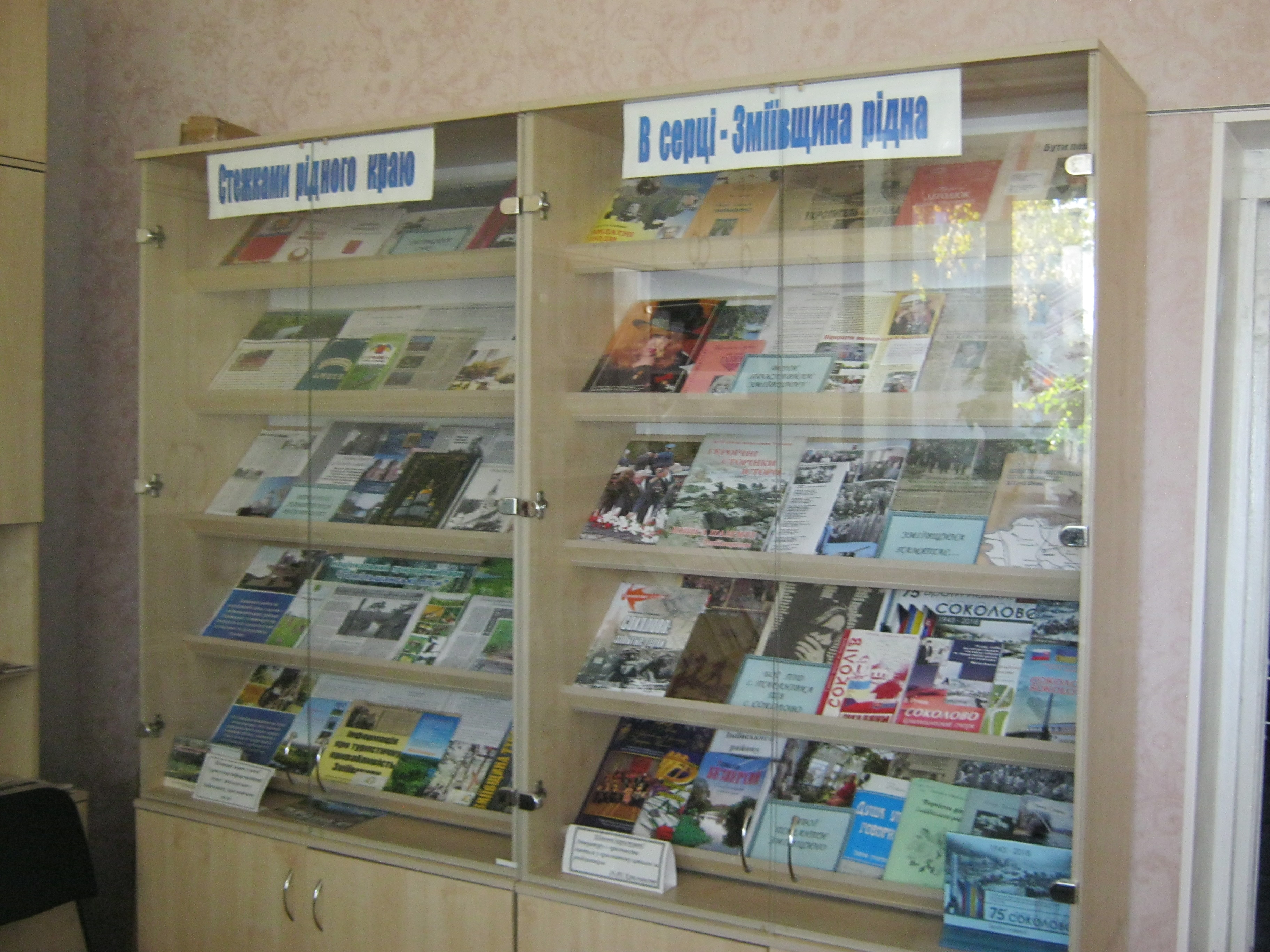
Куточок краєзнавства
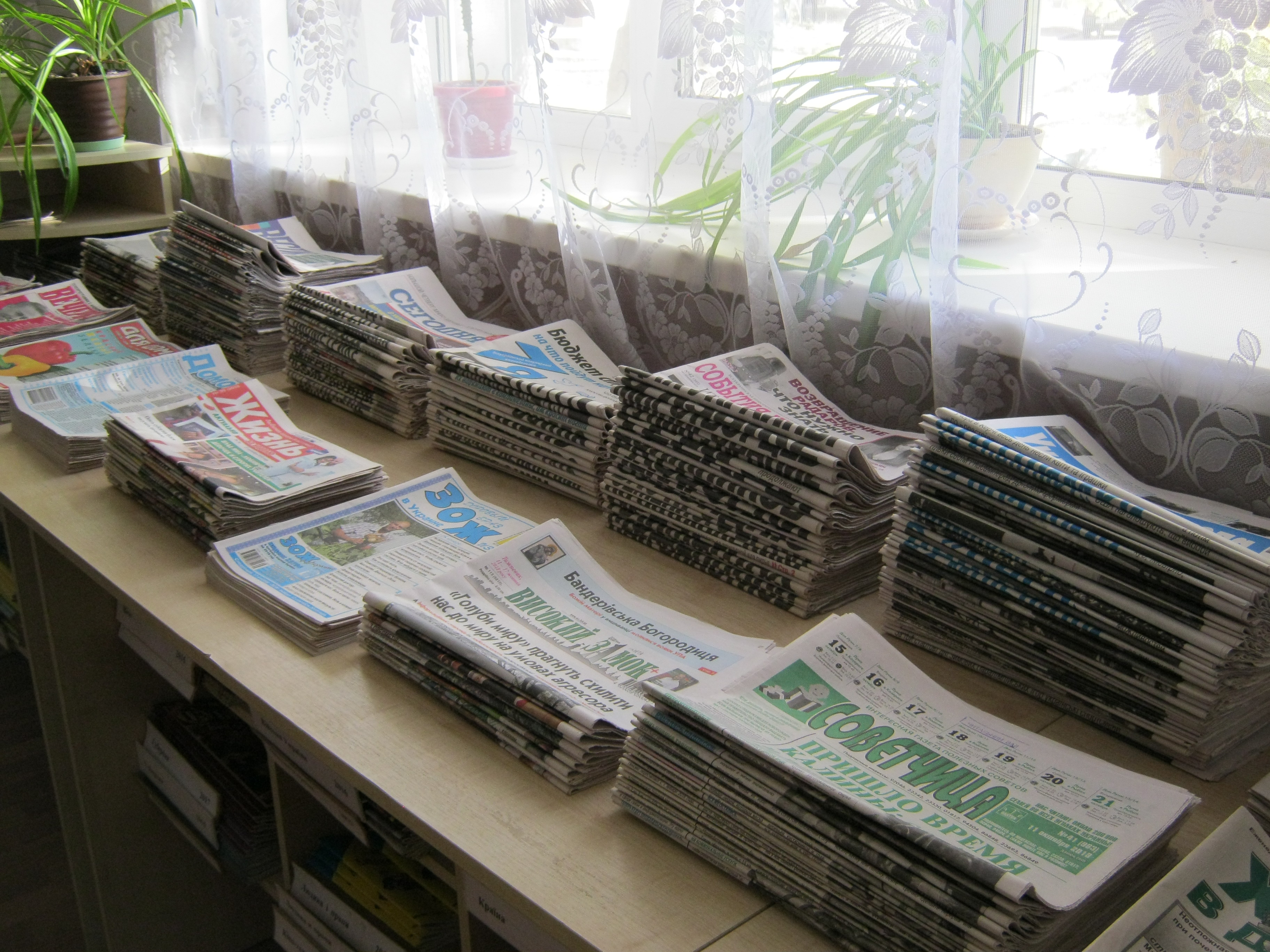
Періодика з фондів бібліотеки

## Директори
- Азаренко Галина Прокопівна (1963—1983)
- Камєнєва Ганна Миколаївна (1983—1989)
- Слєпченко Олена Іванівна (1989—2016)
- Собко Тетяна Іванівна (2016—2018)[8]
- Краснокутська Ольга Василівна (з 2019)[9]